# Encantadora (canción)
«Encantadora» es una canción del cantante puertorriqueño Yandel, liberado como sencillo el 2 de octubre de 2015. La composición estuvo a cargo del cantante junto a Carlos Efrén Reyes, Jesús Manuel Nieves Cortez, Egbert Rosa Cintrón y Eduardo «Dynell» Vargas Berrios. Fue producida por Egbert Rosa, más conocido como Haze. El video musical fue lanzado el 2 de diciembre de 2015 en la plataforma de YouTube, y cuenta con más de 600 millones de reproducciones. La canción fue galardonada con dos Latín Grammy en 2016.

## Vídeo musical
El vídeo se publicó en 30 de noviembre de 2015 y fue filmado en Puerto Rico bajo la dirección de Carlos Pérez, cuenta con la participación de Monic Pérez (Miss Universe Puerto Rico 2013), los hermanos Ayala y residentes del pueblo de Loíza, pueblo cultural del país.

## Remezclas
La canción cuenta con un remix, con el Cantante y Compositor Farruko y el dúo Zion & Lennox, el cual se estrenó el 18 de marzo de 2016.

## Listas

### Anuales
| País   | Certificador   | Lista         | Mejor posición |
| 2016   | 2016           | 2016          | 2016           |
| ------ | -------------- | ------------- | -------------- |
| México | Monitor Latino | Top pop anual | 33             |

## Ventas

### Certificaciones de ventas discográficas
| País   | Organismo certificador | Certificación | Ventas certificadas | Ref.  |
| ------ | ---------------------- | ------------- | ------------------- | ----- |
| México | AMPROFON               | Diamante      | 300 000             | [ 5 ] |